# الشيخ حديد
الشيخ حديد قرية سورية تتبع ناحية كرناز في منطقة محردة في محافظة حماة. بلغ عدد سكانها 1958 نسمة في عام 2004 حسب إحصاء المكتب المركزي للإحصاء.

## وصلات خارجية
- الوحدات الإدارية في محافظة حماة